# Calliergon auriculatum
Calliergon auriculatum là một loài Rêu trong họ Amblystegiaceae. Loài này được (Mont.) Margad. mô tả khoa học đầu tiên năm 1972.